# 福建拉拉藤
福建拉拉藤（学名：Galium nakaii）为茜草科拉拉藤属下的一个种。

## 扩展阅读
- 維基物種上的相關：福建拉拉藤